# William Lescaze

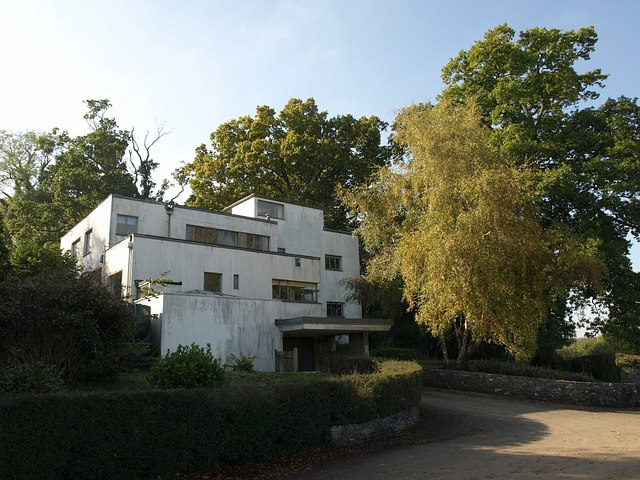
Warren House, Dartington Hall

William Edmond Lescaze (* 27. März 1896 in Onex bei Genf; † 9. Februar 1969 in New York) war ein amerikanischer Architekt der klassischen Moderne.

## Leben
Lescaze wuchs in Genf auf und studierte nach dem Besuch des Collège ein Jahr an der dortigen École des Beaux Arts. Ab 1915 begann er das Architekturstudium an der Technischen Hochschule in Zürich und diplomierte bei Karl Moser. Sein Studium schloss er 1919 ab, anschließend arbeitete er kurz in Arras und bis 1920 in Paris bei Henri Sauvage. Im selben Jahr wanderte er in die USA aus. Nach einem kurzen Aufenthalt in Cleveland machte er sich 1923 als Architekt in New York selbständig. 1929 lernte er George Howe kennen, mit dem er bis 1932 zusammenarbeitete, wobei Lescaze für die Entwürfe zuständig war, während Howe für Verhandlungen und Verträge verantwortlich war. Durch Howes bisherige Arbeit für die Philadelphia Saving Fund Society Bank erhielten sie den Auftrag für das neue Hochhaus der Bank in Philadelphia, das 1933 fertiggestellt wurde. Ein Foto des unvollendeten Baus wurde 1932 in der Ausstellung Modern Architecture: International Exhibition von Henry-Russell Hitchcock und Philip Johnson im MoMA in New York gezeigt. Durch diese Ausstellung galt Lescaze als ein führender Architekt des Internationalen Stils in den USA.
1931 lernte Lescaze bei den Entwürfen für den Kindergarten der Oak Lane Country School in Philadelphia deren Schulleiter William Curry kennen. Curry wurde kurz darauf Leiter der Dartington Hall School in England. Er bewog die Gründer der Schule, im bewussten Gegensatz zur restaurierten mittelalterlichen Architektur von Dartington Hall die neuen Schulgebäude im Stil der Moderne zu bauen, und setzte durch, dass Lescaze in den kommenden Jahren das High Cross House als Villa des Schulleiters, mehrere Wohnhäuser für die Lehrer, die Internatsbauten und die Verwaltung von Dartington bauen konnte. 1932 trennte sich Lescaze von seinem Geschäftspartner Howe. Für sich selbst baute er 1934 in New York ein Wohn- und Geschäftshaus, in dem er bis zu seinem Tod lebte. Insgesamt entwarf er bis zu seinem Tod Pläne für mehr als 1000 Gebäude, darunter für mehrere, über 50 Stockwerke hohe Hochhäuser. Daneben fertigte er noch Entwürfe für Möbel, Leuchten und Geschirr.

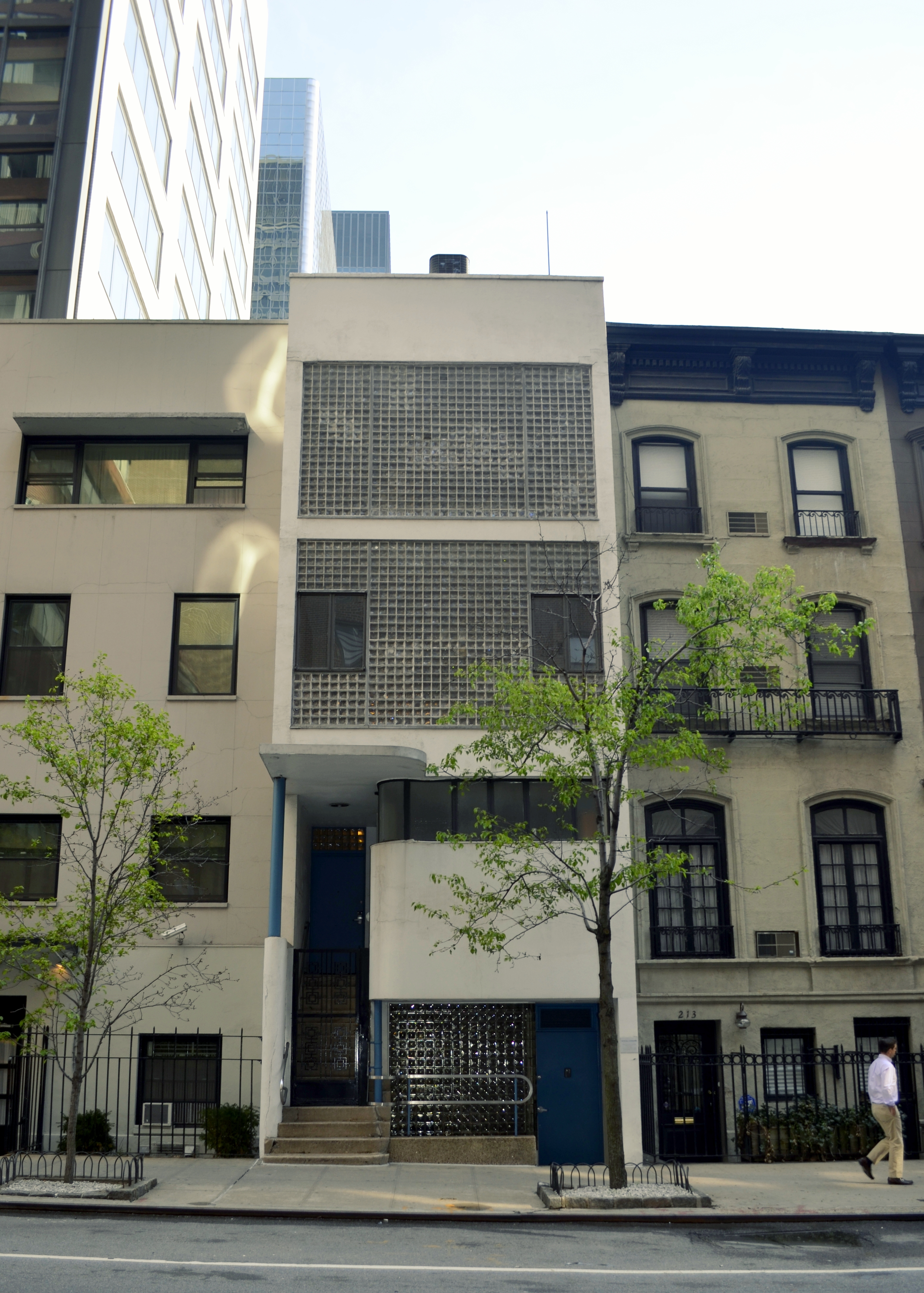
Das eigene Wohnhaus von 1934 in New York

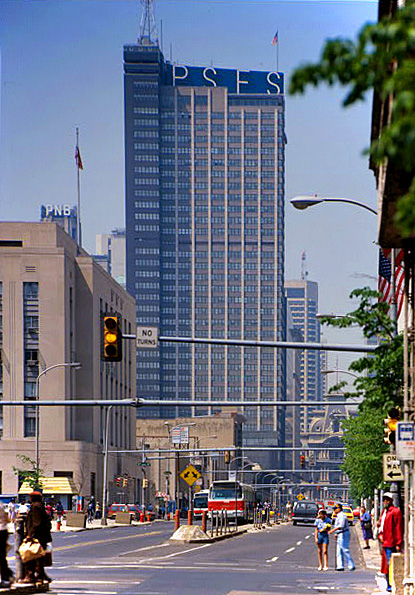
Philadelphia Saving Fund Society Bank, Philadelphia

## Bedeutende Bauten
- 1929: Nursery Building, Oak Lane Country Day School, Philadelphia
- 1929–1933: Philadelphia Saving Fund Society Bank, Philadelphia
- 1931–1932: Housing-Development, Manhattanville
- 1931–1932: High Cross House, Dartington Hall, Devon
- 1933–1934: Lescaze-House (Haus des Architekten), 211 East 48th Street, New York
- 1954–1956: 711 Third Avenue, New York
- 1962: 777 Third Avenue, New York
- 1968: One Oliver Plaza, Pittsburgh
- 1969: One New York Plaza, New York

## Veröffentlichungen
On Being an Architect, G.P. Putnam’s, New York 1942